# Lamb (película de 2015)
Lamb es una película dramática etíope de 2015 dirigida por Yared Zeleke. Se proyectó en la sección Un Certain Regard del Festival de Cine de Cannes 2015. Fue la primera película etíope incluida en la Sección Oficial. También fue proyectada en la sección Contemporary World Cinema del Festival Internacional de Cine de Toronto 2015. Fue seleccionada como la entrada etíope a la Mejor Película en Lengua Extranjera en los 88 Premios de la Academia, pero no fue nominada.

## Sinopsis
Un niño etíope cuya madre murió recientemente es dejado por su padre con parientes, junto con sus ovejas. Su anfitrión quiere que sacrifique su cordero para la próxima fiesta religiosa, y el niño nostálgico decide proteger a sus ovejas con la esperanza de regresar a su pueblo natal.

## Elenco
- Rediat Amare como Ephraïm
- Kidist Siyum como Tsion
- Welela Assefa como Emama
- Surafel Teka como Solomon
- Rahel Teshome como Azeb
- Indris Mohamed como Abraham
- Bitania Abraham como Mimi

## Recepción
Marinell Haegelin escribió para kinoctics.com que la película era "en parte un drama conmovedor, en parte un diario de viaje". Mientras el elenco fue elogiado como "entrañable".